# Lenningen (Niemcy)
Lenningen – gmina w Niemczech, w kraju związkowym Badenia-Wirtembergia, w rejencji Stuttgart, w regionie Stuttgart, w powiecie Esslingen, siedziba związku gmin Lenningen. Leży w Jurze Szwabskiej, nad rzeką Lauter, ok. 25 km na południowy wschód od Esslingen am Neckar, przy drodze krajowej B465.
Gmina dzieli się na siedem jednostek adm. (Ortsteil): Brucken, Unterlenningen, Oberlenningen, Hochwang, Schlattstall, Gutenberg i Schopfloch.